# 毛巴拉县
毛巴拉县是东帝汶民主共和国利基萨区的一个县。该县面积264.84平方公里，2010年人口普查时时人口为18510，县治位于毛巴拉。